# Kitwe

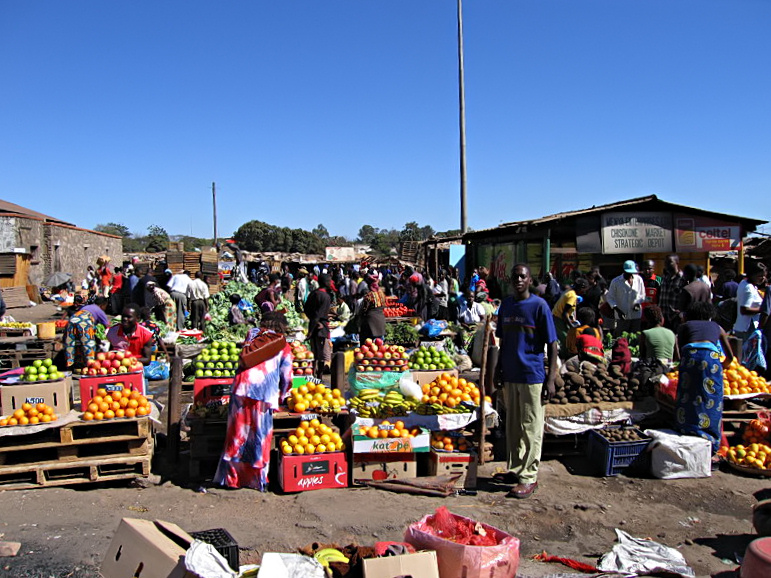
Chisokone-Markt

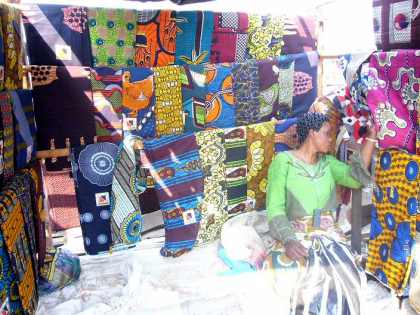
Stoffabteilung auf dem Chisokone-Markt

Kitwe, auch Kitwe Nkana oder Nkana-Kitwe, ist eine Stadt im Norden Sambias in der Provinz Copperbelt am Oberlauf des Flusses Kafue. Sie ist mit 665.961 Einwohnern (2022) die zweitgrößte Stadt in Sambia. In der Agglomeration leben zirka 1,2 Millionen Menschen. Kitwe liegt etwa 1200 Meter über dem Meeresspiegel und ist Sitz der Verwaltung des gleichnamigen Distrikts.

## Wirtschaft
Kitwe ist durch den Nkana-Bergbaukomplex der Hauptstandort der Kupfergewinnung und -verarbeitung in Sambia. Der Fall der Kupferpreise auf dem Weltmarkt in den 1990er Jahren traf die Stadt schwer. Die Menschen verarmten und lebten teilweise wieder in Subsistenz, zum Teil auf verseuchten Böden. Die Wasserversorgung brach zusammen. Durch nicht reparierte Rohrbrüche gingen ab 1993 rund 60 % des Wassers verloren und die Wasserqualität verschlechterte sich zusehends. UN-HABITAT hat deshalb ein Projekt gestartet. Aber seit der Privatisierung der Nkana-Kupferminen und von Chambeshi Metals geht es wirtschaftlich wieder aufwärts. Im Süden der Stadt liegen Sambias Edelsteinbergwerke.
Kitwe ist eine Arbeiterstadt. Sie wurde 1936 als Bergwerksort gegründet und erhielt 1966 die Stadtrechte. Das Zambia Institute for Technology und die Zambia Chamber of Mines residieren hier. Die Industrie in Kitwe ist umfangreich und besteht aus den Sektoren Elektrotechnik (Electrical Instrumentation Services Limited), Hoch- und Tiefbau (Pittsburgh Engineering Ltd), Eisenbearbeitung, Möbel- und Kunststoffproduktion. Eine Schmuck- und Edelsteinverarbeitung konnte aufgebaut werden, ebenso eine Weiterverarbeitung landwirtschaftlicher Produkte.
Ein bedeutender Wirtschaftsfaktor ist der Chisokone-Markt, auf dem zahlreiche Händler ihre Waren feilbieten. Das umfassende Angebot beinhaltet Lebensmittel, industriell hergestellte Haushaltsartikel und das selbstgefertigte Sortiment traditioneller Heiler. Es gibt einen Shoprite-Supermarkt.
Zur Stadt gehören zwei große Geschäftsviertel (First und Second Class).

## Infrastruktur

### Bildung
In Kitwe befindet sich der Sitz des Mindolo Ecumenical Centre, einer christlichen Fortbildungsstätte mit Bibliothek, Seminarräumen, Mensa und Quartieren für Lehrer und Studenten.
Öffentliche Bildungseinrichtungen sind die Copperbelt University, mehrere staatliche Colleges (darunter die Kitwe Teachers School) und die internationale Lechwe School.

### Verkehr
Kitwe befindet sich an der Fernstraße T3. Der Flughafen im Westen mit einer asphaltierten, 3200 Meter langen Landebahn hat den regelmäßigen Flugverkehr 2009 eingestellt.

### Gesundheit und Kultur
Es gibt im Ort drei Krankenhäuser und ein Theater (Kitwe Little Theater). Das einzige Kino hatte im März 2009 geschlossen. In der Stadt befindet sich das Arthur-Davies-Stadion für 15.000 Zuschauer, die Heimstatt des Fußballvereins Power Dynamos.  

## Tourismus
Sieben Kilometer westlich der Stadt liegen der Mindolo-Stausee und neun Kilometer in Richtung Ndola die kleinen Makwera-Fälle mit einem See. Für die wenigen Touristen in Kitwe gibt es ein Hotel und mehrere Lodges.

## Söhne und Töchter der Stadt
- Frederick Chiluba (1943–2011), von 1991 bis 2002 der zweite Präsident Sambias
- Edsard Schlingemann (1966–1990), niederländischer Schwimmer
- Isaac Chansa (* 1984), Fußballspieler

## Partnerstädte
- Bor in Serbien